# 맷 행콕

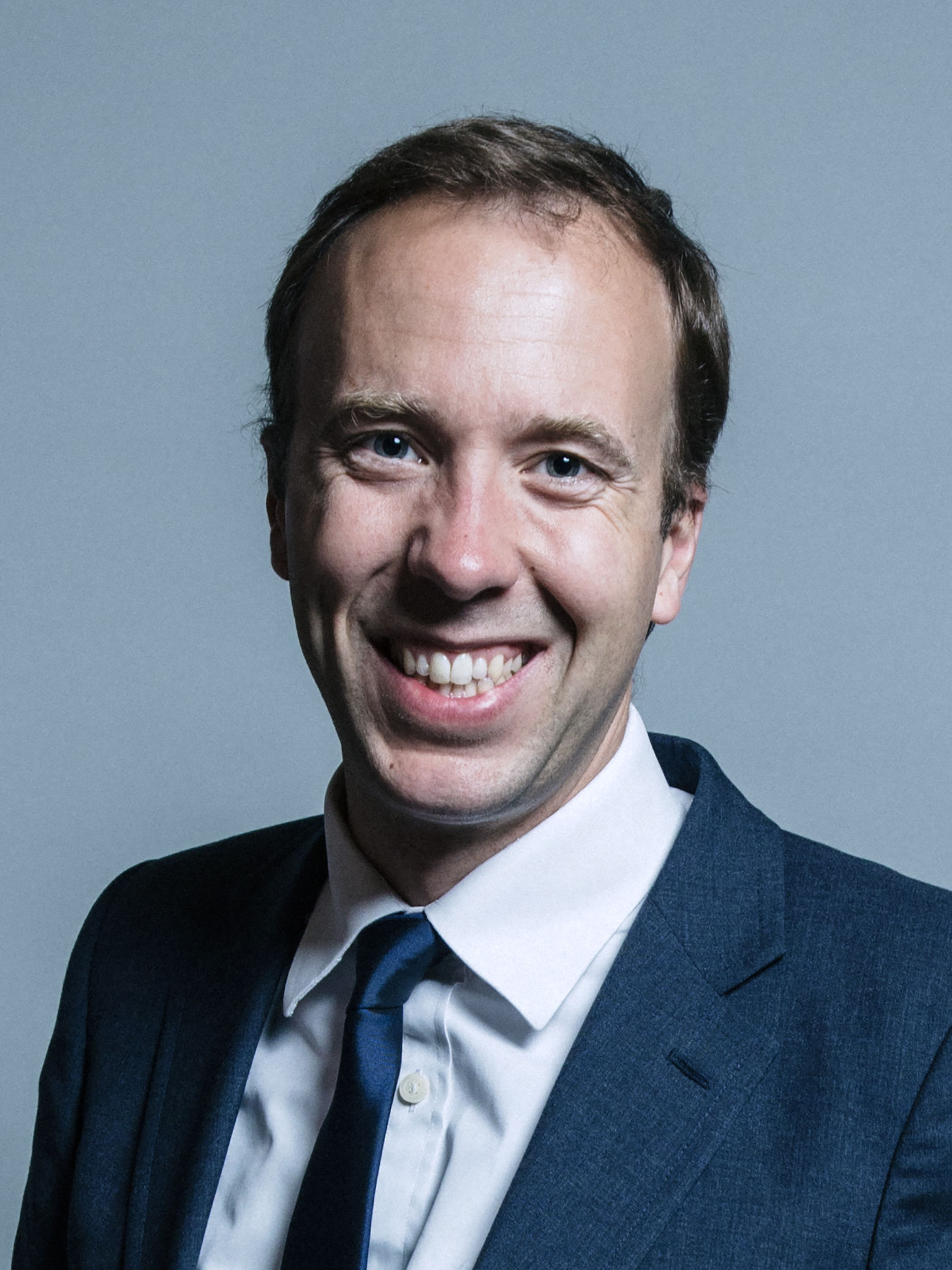

매슈 존 데이비드 행콕(영어: Matthew John David Hancock, 1978년 10월 2일 ~ )은 영국의 정치인으로 2018년부터 2021년까지 보건사회복지부 장관을 지냈다. 그 이전에는 6개월 동안 디지털문화언론체육부 장관을 지냈다. 보수당 소속으로 2010년 이래 서서포크 선거구의 국회의원이기도 하다.
체셔주에서 태어났으며, 그의 가족은 그곳에서 소프트웨어 사업을 하고 있었다. 옥스퍼드 엑세터 칼리지에서 철학, 정치학, 정치학 학사 학위를 취득했으며, 크라이스츠 칼리지에서 경제학 석사 학위를 취득했다. 졸업 후에는 잉글랜드 은행에서 경제학자로 근무하다가, 이후 조지 오스본 예비 재무장관의 선임경제고문 및 수석보좌관을 지냈다.
2013년 9월부터 2015년 5월까지 상업혁신기술부 차관을 지냈으며, 2015년부터 2016년까지 데이비드 캐머런 내각의 국무조정실 장관을 지냈다. 2016년 테리사 메이 총리가 취임한 이후 디지털문화부 장관으로 강등되었다가, 2018년 1월 개각 때 문화부 장관으로 임명되었다.
2018년 7월 9일 외무장관으로 임명된 제러미 헌트를 대신해 신임 보건사회복지부 장관으로 취임했다. 2019년 5월 25일 차기 보수당 전당대회 출마를 선언했으나, 6월 14일 1차 투표 이후 사퇴했다. 이후 보리스 존슨을 지지했으며, 존슨이 보수당 대표 겸 영국 총리가 되자 유임했다. 보건부 장관 시절 코로나19 범유행을 겪었으며, 이 시기 백신 공급 계획을 발표했다. 2021년 6월 화이트홀에서 사회적 거리두기를 위반하고 보좌관 지나 콜라단젤로와 키스 및 포옹을 한 장면이 공개되자 보건사회복지부 장관직을 사임했으며, 후임으로는 새지드 재비드가 임명되었다.